# Kościół św. Jadwigi w Mokobodach
Kościół świętej Jadwigi w Mokobodach – rzymskokatolicki kościół parafialny należący do dekanatu Suchożebry diecezji siedleckiej.
Świątynia została wzniesiona w latach 1793-1818 według projektu architekta Jakuba Kubickiego, zwycięzcę konkursu królewskiego na kościół Opatrzności, który miał być upamiętnieniem Konstytucji 3 Maja. Fundatorem kościoła był Jan Onufry Ossoliński, starosta drohicki, prezes Sądu Apelacyjnego w Księstwie Warszawskim. Budowla została konsekrowana w 1837 roku przez biskupa Jana Marcelego Gutkowskiego. Prace wykończeniowe i częściowo modernizacyjne były prowadzone w kościele także w 2 połowie XIX wieku. W czasie I i II wojny światowej mur świątyni został częściowo uszkodzony od kul karabinowych. W latach 1964–1966 na ścianach została wykonana polichromia o tematyce maryjnej przez artystę malarza Tadeusza Drapiewskiego. W 1979 roku została położona nowa marmurowa posadzka w miejsce starszej, drewnianej podłogi.
Świątynia została wzniesiona w stylu klasycystycznym. Jest to budowla centralna, posiadająca plan zbliżony do kwadratu z wpisanym krzyżem greckim a także dwoma ryzalitami na osi. Wewnątrz kościoła, część centralna nakryta jest dwiema kopułami wybudowanymi jedna nad drugą.
Do wyposażenia kościoła należą obraz Matki Bożej Budzieszyńskiej pochodzący z XVII wieku, obraz "Chrystus Nauczający", pochodzący z końca XVIII wieku, którego domniemanym autorem jest Franciszek Smuglewicz; obraz "Hołd Pasterzy", pochodzący z XIX wieku, którego autorem jest Piotr le Brun; model kościoła mokobodzkiego, pochodzący z 1793 roku, którego autorem jest Jakub Kubicki; rzeźby świętych ewangelistów Jana i Łukasza, pochodzące z XVIII wieku, których autorem jest Maciej Polejowski - jeden z najznakomitszych rzeźbiarzy polskich epoki późnego baroku.